# ディオン・ビーブ
ディオン・ビーブ（Dion Beebe、1968年 - ）は、オーストラリア・ブリスベン出身の撮影監督。

## 略歴
子供の頃、南アフリカのケープタウンに引っ越すが、後にオーストラリアに戻り、Australian Film Television and Radio Schoolで学んだ。2005年の『SAYURI』でアカデミー撮影賞を受賞した。

## 主な作品
- ホーリー・スモーク Holy Smoke! (1999)
- シャーロット・グレイ Charlotte Gray (2001)
- リベリオン Equilibrium (2002)
- シカゴ Chicago (2002)
- イン・ザ・カット In The Cut (2003)
- コラテラル Collateral (2004)
- SAYURI Memoirs of a Geisha (2005)
- マイアミ・バイス Miami Vice (2006)
- レンディション Rendition (2007)
- マーシャル博士の恐竜ランド Land of the Lost (2009)
- NINE Nine (2009)
- グリーン・ランタン Green Lantern (2011)
- L.A. ギャング ストーリー Gangster Squad (2013)
- オール・ユー・ニード・イズ・キル Edge of Tomorrow (2014)
- イントゥ・ザ・ウッズ Into the Woods (2014)
- 13時間 ベンガジの秘密の兵士 13 Hours: The Secret Soldiers of Benghazi (2016)
- スノーマン 雪闇の殺人鬼 The Snowman (2017)
- メリー・ポピンズ リターンズ Mary Poppins Returns (2018)
- ジェミニマン Gemini Man (2019)
- リトル・マーメイド The Little Mermaid (2023)
- Michael (2026)